# Павел Павликовски
Павле Александер Павликовски (пољ. Pawel Aleksander Pawlikowski, пољски: ; Варшава, 15. септембар 1957) пољски је  редитељ и филмски продуцент. Рано је добио похвале за неколико реализованих документарних филмова из 1990-их као и за награђиване игране филмове из 2000-их, Ласт Ресорт (2000) и Ми Суммер оф Лове (2004). Његов успех се наставио 2010-их са филмом Ида (2013), која је освојила Оскара за најбољи међународни филм, и Хладни рат (2018), за који је Павликовски добио награду за најбољу режију на Филмском фестивалу у Кану и био номинован за Оскара за најбољу режију, док је филм добио номинацију за најбољи филм на страном језику.

## Рани живот
Отац му је био лекар а мајке која је почела да ради као балетска играчица а касније је постала професор енглеске књижевности на Универзитету у Варшави. У касним тинејџерским годинама сазнао је да је његова бака по оцу Јеврејка и да је убијена у Аушвицу. Са 14 година је са мајком отишао из комунистичке Пољске за Лондон. Оно за је Павликовски мислио да је годишњи одмор је било трајно пресељење. Годину дана касније преселио се у Немачку, пре него што се коначно настанио у Уједињеном краљевству 1977. Студирао је књижевност и филозофију на Универзитету у Оксфорду.

## Каријера
Крајем 1980-их и 1990-их, Павликовски је био најпознатији по својим документарним филмовима, чији је спој лиризма и ироније освојио многе обожаваоце као и награде широм света. Од Москве до Пиетушки било је поетско путовање у свет руског култног писца Венедикта Ерофејева, за које је добио Еми, награду Краљевског друштва за телевизију, Прик Италија и друге награде. Вишеструко награђивано Путовање Достојевског било је трагикомични роуд филм у којем возач трамваја из Санкт Петербурга и једини живи потомак Фјодора Достојевског путује по западној Европи прогањајући високоумне хуманисте, аристократе, монархисте и Баден-Баден казино у својој потрази да прикупи новац за куповину половних Мерцедеса.
Најоригиналнији и формално најуспешнији филм Павликовског био је Српска епика (1992), снимљен у јеку рата у Босни. Коса, иронична, имагистичка, на моменте готово хипнотичка студија епске српске поезије, са ексклузивним снимцима Радована Караџића и генерала Ратка Младића, изазвала је у то време буру контроверзи и неразумевања, а сада има култни статус. Апсурдистичко путовање са Жириновским, надреално путовање чамцем низ Волгу са контроверзним руским политичарем Владимиром Жириновским, освојио је Павликовског награду <i>Гриерсон</i> за најбољи британски документарац 1995. године.
Прелазак Павликовског на игране филмове догодио се 1998. са малим 50-минутним хибридним филмом Twockers, лирском и грубом љубавном причом смештеном на имању у Јоркширу, који је написао и режирао заједно са Ијаном Данканом. Године 2001. написао је и режирао Last Resort са Дином Корзун и Педи Консајдин. Филм је освојио награду БАФТА, награду Мајкл Пауел за најбољи британски филм у Единбургу и многе друге награде. Године 2004. написао је и режирао My Summer of Love са Емили Блант и Натали Прес, који је освојио БАФТА-у, награду Мајкл Пауел за најбољи британски филм и многе друге награде.
Године 2006. снимио је око 60% кадрова филмске адаптације дела Магнуса Милса Обуздавање звери али је пројекат заустављен јер се његова супруга тешко разболела и он је отишао да брине о њој и деци. Године 2011. написао је и режирао филм у основама адаптиран по роману Дагласа Кенедија Жена у петој, са Итаном Хоуком и Кристин Скот Томас у главним улогама.
Дана 19. октобра 2013, његов филм Ида освојио је награду за најбољи филм на Лондонском филмском фестивалу, исте ноћи када је Ентони Чен, један од његових ученика у Националној школи за филм и телевизију, освојио награду Садерленд за Најбољи први филм, за Ило Ило. Ида је 23. фебруара 2015. освојила Оскара за најбољи међународни филм, као први пољски филм којем је освојио награду. Исте године био је члан жирија на 72. Венецијанском међународном филмском фестивалу на челу са Алфонсом Куароном.
Павликовски је 2017. адаптирао биографски роман Емануела Карера Лимонов (2011), заснован на животу Едуарда Лимонова. Павликовски је планирао да режира филм о Лимонову на основу сопственог сценарија, али је 2020. открио да је изгубио интересовање за лик и одустао од планова да режира.
Његов најновији филм, Хладни рат, донео му је награду за најбољу режију на Филмском фестивалу у Кану 2018. Такође је освојио пет награда на Европским филмским наградама 2018, укључујући награде за најбољи филм, најбољу режију и најбољу глумицу. Током 2019. године изабран је за једног од чланова жирија на Канском филмском фестивалу.

## Лични живот
Павликовски је одрастао као католик и до данас је остао у вери.
Павликовски је био сарадник за креативну уметност на Универзитету Оксфорд Брукс од 2004. до 2007. Предаје филмску режију и сценариј на Националној филмској школи у Великој Британији и Вајда филмској школи у Варшави.
Поред матерњег пољског, говори шест језика укључујући немачки и руски.
Прва жена Павликовског, која је била Рускиња, развила је озбиљну болест 2006. године и умрла неколико месеци касније. Имају сина и ћерку. Након што су његова деца отишла на универзитет, Павликовски се преселио у Париз, а касније се преселио у Варшаву, где живи близу куће свог детињства. Крајем 2017. оженио се пољском манекенком и глумицом Малгосијом Белом.

## Филмографија
| Година | Наслов                                        | Редитељ | Сценариста | Продуцент | Белешке                        |
| ------ | --------------------------------------------- | ------- | ---------- | --------- | ------------------------------ |
| 1987   | Open Space                                    | Да      | Не         | Не        | документарна ТВ серија         |
| 1990   | From Moscow to Pietushki with Benny Yerofeyev | Да      | Да         | Не        | телевизијски документарни филм |
| 1991   | Dostoevsky's Travels                          | Да      | Не         | Да        | телевизијски документарни филм |
| 1992   | Српска епика                                  | Да      | Не         | Да        | телевизијски документарни филм |
| 1994   | Tripping with Zhirinovsky                     | Да      | Не         | Да        | телевизијски документарни филм |
| 1998   | Twockers                                      | Да      | Да         | Да        | коредитељ                      |
| 1998   | The Stringer                                  | Да      | Да         | Не        | дугометражни играни филм       |
| 2000   | Last Resort                                   | Да      | Да         | Не        |                                |
| 2004   | My Summer of Love                             | Да      | Да         | Не        |                                |
| 2011   | The Woman in the Fifth                        | Да      | Да         | Не        |                                |
| 2013   | Ида                                           | Да      | Да         | Не        |                                |
| 2014   | Lost in Karastan                              | Не      | Да         | Не        |                                |
| 2018   | Хладни рат                                    | Да      | Да         | Не        |                                |